# Сражение на острове Санта-Роза
Сражение на острове Санта-Роза (англ. The Battle of Santa Rosa Island) — одно из первых сражений американской гражданской войны. Сравнительно небольшое по масштабам, оно произошло 9 октября 1861 года на острове Санта-Роза во Флориде и представляло собой неудачную попытку южан захватить форт Пикенс, занятый федеральным гарнизоном.

## Предыстория
10 января 1861 года штат Флорида вышел из состава Союза, и гарнизону северян (50 артиллеристов и 31 моряк) под командованием коменданта форта Барранкас лейтенанта Адама Слеммера пришлось, уничтожив пороховой погреб на форте Мак-Ри и заклепав пушки форта Барранкас, эвакуироваться на канонерке Wyandotte в пустовавший со времён Мексиканской войны форт на острове Санта-Роза, где благодаря поддержке вооружённой пятью пушками Wyandotte они продержались до апреля, отвергнув два предложения сдаться, пока не прибыло сильное подкрепление с Севера. Таким образом, это укрепление стало одним из четырёх фортов в южных штатах, которые так и не были захвачены конфедератами.
Остров Санта-Роза, принадлежавший штату Флорида, представлял собой узкую полосу земли длиной 65 километров, расположенную в 50 километрах от границы штата Алабама. На западной оконечности острова находился форт Пикенс, в котором осенью 1861 года размещались части 1-го, 2-го и 5-го артиллерийских и 3-го пехотного полков США под общим командованием полковника Харви Брауна из 5-го артиллерийского полка. 6-й Нью-Йоркский добровольческий пехотный полк (зуавы — 220 рядовых при 14 офицерах) под командованием полковника Уильяма Уилсона стоял лагерем за валами форта в одной миле к востоку от него. Остров Санта-Роза перекрывал Пенсакольскую гавань, а форт контролировал выход из неё, что не позволяло южанам использовать гавань и порт.

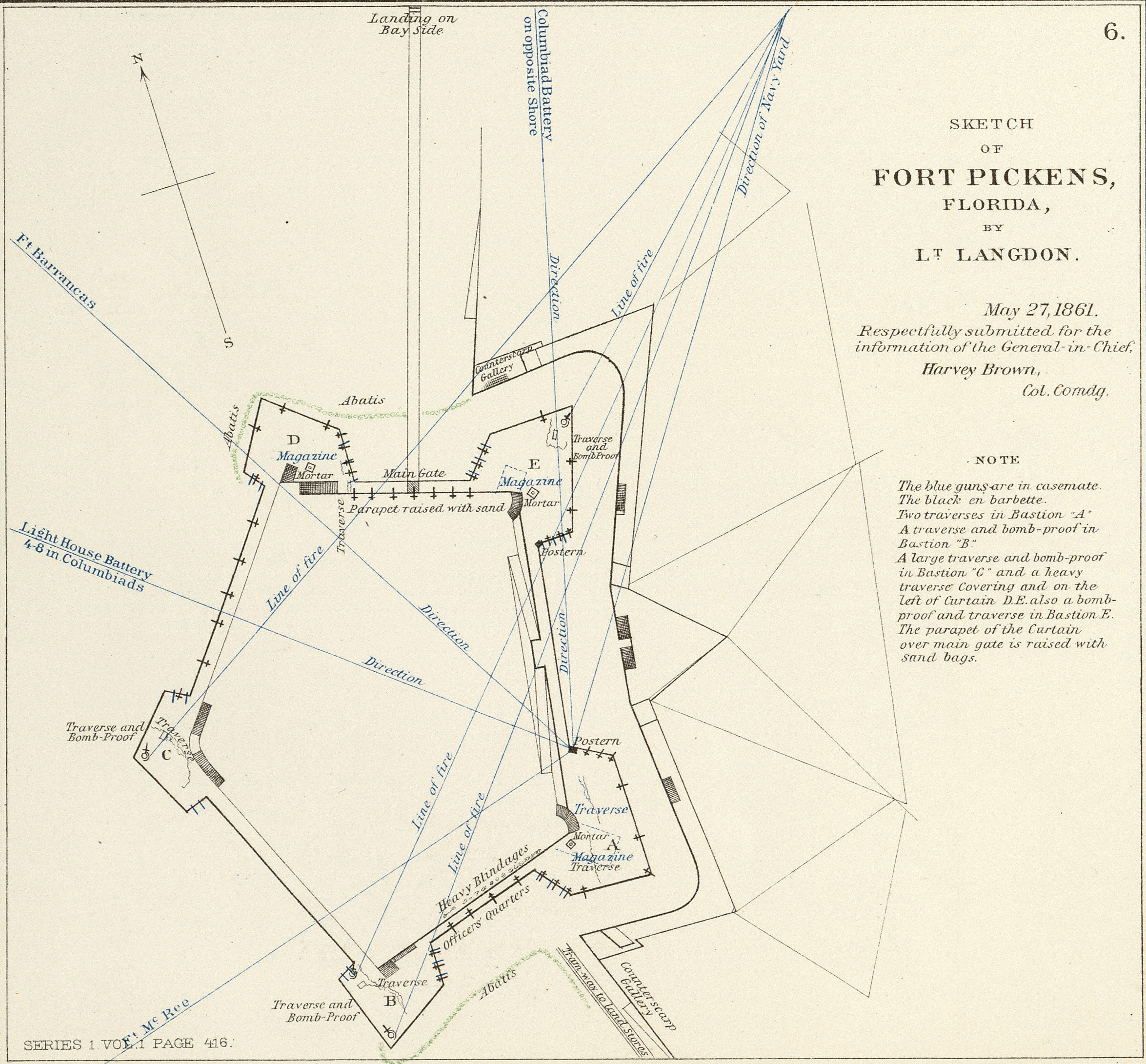
Схема форта Пикенс в 1861 году

Форт Пикенс был самым сильным из четырёх фортов, защищавших гавань Пенсаколы. Строительство его было начато в 1829 и закончено в 1834 году. Форт получил название в честь генерала Эндрю Пикенса из ополчения Южной Каролины.
Принявший командование гарнизоном южан в Пенсаколе бригадный генерал Брэкстон Брэгг не стал планировать осаду форта, поскольку понимал, что господство федерального флота в заливе делает невозможным удержание форта даже в случае удачного штурма. Однако 14 сентября десантный отряд с трёхмачтового винтового 53-пушечного фрегата северян Colorado сжёг у причала шхуну Judah, которая, как полагали, готовилась выйти в море в качестве приватира южан, и заклепали одну из пушек береговой батареи. Брэгг решил провести акцию возмездия и высадить десант на остров Санта-Роза. Видимо, он не планировал захват форта, а нацеливался исключительно на полк Уильсона. Бригадному генералу Ричарду Андерсону было поручено возглавить отряд в 1 100 человек.
Андерсон собрал своих людей у верфи вечером 8 октября. Там они погрузились на пароход «Time» и переправились в Пенсаколу. По пути Андерсон разделил отряд на три батальона:
- 1 батальон, 350 чел.; полк. Джеймс Чалмерс (из 10-го миссиссипского полка)
- 2 батальон, 400 чел.; полк. Паттон Андерсон (из 1-го флоридского)
- 3 батальон, 260 чел.; полк. Джон Джексон (5-й джорджианский)

Отдельно была добавлена рота (53 человека) лейтенанта Джеймса Хэллонквиста.
Отряд прибыл в Пенсаколу в 22:00 и частично переместился на пароход «Ewing» и на несколько барж.

## Сражение

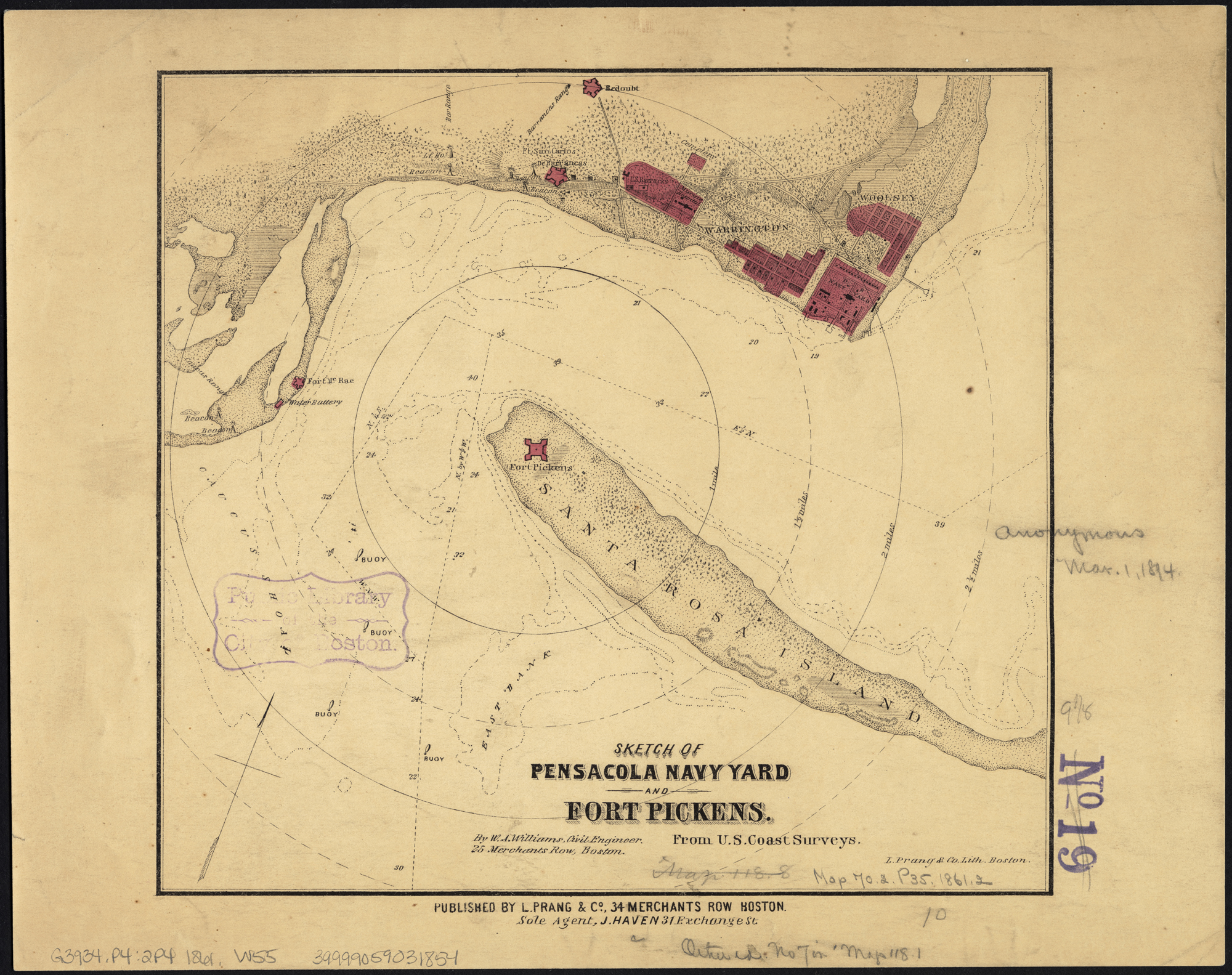
Карта залива Пенсакола в 1861 году

Вскоре после полуночи флотилия вышла в море и в 02:00 высадилась на острове Санта-Роза примерно в 4 милях от форта Пикенс. Солдаты повязали на руки белые полосы ткани, чтобы отличить своих от чужих в темноте. На суше Андерсон приказал полковнику Чалмерсу наступать на запад вдоль северного берега острова. Полковнику Паттону Андерсону было велено перейти остров и отправиться на запад вдоль южного берега. Батальон Джексона шел позади Чалмерса. При обнаружении противника Джексону было приказано встать между двумя батальонами. Андерсон планировал напасть на федеральных зуавов, разбить их и разрушить батарею около лагеря. Не существует свидетельств того, что он планировал штурмовать сам форт.
Около 03:30 прозвучали первые выстрелы. Уильсон сразу же начал строить свой полк перед лагерным госпиталем и отправил донесение о нападении в форт.
Услышав стрельбу, полковник Джексон приказал своим людям примкнуть штыки и направил их вперед. Отбросив несколько пикетов, они вышли прямо к федеральному лагерю. Зуавы были застигнуты врасплох и обратились в бегство. Уильсон не смог их остановить. Однако, атакующие задержались в захваченном лагере, теряя при этом инициативу. К 16:00 люди Халлонквиста успели заклепать несколько орудий и подожгли лагерь. Между тем генерал Андерсон понял, что его план атаковать батареи нереален. Близился рассвет, и его пароходы могли попасть под огонь артиллерии форта. Он отменил приказы об атаке и велел людям отходить к кораблям.
Между тем гарнизон форта готовился к обороне. Когда все было готово, генерал Браун приказал майору Исраелю Вогдесу взять две роты регуляров, примерно 100 человек, и сменить зуавов. Вогдес отправился к лагерю и по дороге присоединил к себе ещё одну роту. Собрав остатки 6-го нью-йоркского, он послал их вперед в качестве стрелковой цепи, а также приказал следить за его правым флангом. По мере наступления третья рота его отряда заблудилась в дюнах. Наступая на восток, Вогдес неожиданно обнаружил противника у себя в тылу и решил пробиваться из окружения. Его отряду удалось прорваться к южному берегу острова, при этом сам майор попал в плен.
Около 05:00 Браун послал на помощь Вогдесу роту майора Льюиса Арнольда. Арнольд присоединил к своему отряду остатки рот Вогдеса и возобновил преследование противника. Ему удалось атаковать южан как раз в тот момент, когда они грузились на пароходы. Северяне открыли огонь с береговых дюн, нанеся противнику некоторый урон. Генерал Андерсон был ранен в левый локоть. Флотилия все же отошла от берега и вернулась в Пенсаколу.

## Последствия

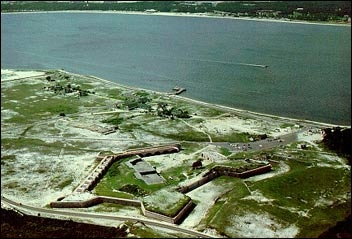
Форт Пикенс в наше время

Сражение стало первым серьезным боевым столкновением на территории Флориды. Обе стороны считали себя победителями. Брэгг и Андерсон решили, что противник достаточно наказан за сожжение шхуны и предположили, что потери северян были выше их собственных. Согласно рапорту Андерсона, он потерял 18 человек убитыми, 39 ранеными и 30 пленными.
Северяне потеряли 14 человек убитыми, 29 ранеными и 24 пленными. Полковник Уильсон предположил, что смог уничтожить около 500 солдат противника.
Южане более не предпринимали попыток десанта на остров. Через год вторжение федеральной армии в Теннесси заставило их оставить Пенсаколу. 9 мая последние солдаты покинули Пенсаколу, уничтожив верфи. 10 мая Пенсакола была официально сдана федеральному лейтенанту Ричарду Джексону. Пенсакола стала базой для рейдов вглубь штата Алабама.